# Frederick Yates
Frederick Dewhurst Yates (Leeds, 16 gennaio 1884 – Londra, 20 novembre 1932) è stato uno scacchista inglese.
Fu uno dei più forti giocatori inglesi del periodo 1910-1930.
Vinse sei volte il campionato britannico (1913, 1914, 1921, 1926, 1928, 1931). Solo Henry Atkins fece meglio, con nove vittorie dal 1905 al 1925.
Non fu mai un fortissimo giocatore di torneo perché mancava di continuità, ma vinse partite contro i maggiori campioni del suo tempo: contro Siegbert Tarrasch ad Amburgo nel 1910, contro Aleksandr Alechin ad Hastings 1922/23 e al torneo di Carlsbad 1923 (la partita vinse il primo premio di bellezza), contro Max Euwe a Scarborough 1928, contro Aaron Nimzowitsch al torneo di Carlsbad 1929, contro Efim Bogoljubov a Londra 1922 e a Baden-Baden 1925, contro Savelij Tartakover ad Hasting e Kecskemet 1927, contro Rudolf Spielmann e Milan Vidmar a San Remo 1930.
Morì a 48 anni nella sua casa di Londra per le esalazioni di monossido di carbonio provenienti da una stufa a gas difettosa.
La sua partita più famosa è la vittoria contro Alechin a Carlsbad 1923.  (vedi la partita online)
Alechin – Yates, Carlsbad 1923 - Difesa est-indiana 

1. d4 Cf6 2. c4 g6 3. g3 Ag7 4. Ag2 O-O 5. Cc3 d6 6. Cf3 Cc6 7. d5?! Cb8 8. e4 Cbd7 9. O-O a5 10. Ae3 Cg4 11. Ad4 Cge5 12. Cxe5 Cxe5 13. c5 dxc5 14. Axc5 b6 15. Ad4 Aa6 16. Te1 Dd6 17. Af1 Axf1 18. Txf1 c5 19. Axe5 Dxe5 20. Db3 Tab8 21. Db5 f5!  l'inizio dell'attacco  22. Rae1 f4 23. Dd7 Tbd8 24. gxf4 Dxf4 25. De6+ Rh8 26. f3 (se 26.Dxe7, 26...Ae5)  Dg5+ 27. Rh1 Td6 28. Dh3 Ae5 29. Te2 Tdf6 30. Cd1 Tf4 31. Ce3 Th4  l'attacco prende forza  32. De6 Dh5 33. Cg4 (se 33.Tff2, Ag3 vince) ...Txg4!   l'inizio di una difficile combinazione 34. fxg4 Txf1+ 35. Rg2 Dxh2+ 36. Rxf1 Dh1+ 37. Rf2 Ad4+ 38. Rg3 Dg1+ 39. Rh3 Df1+ 40. Tg2 Dh1+ 41. Rg3 De1+ 42. Rh3 g5! 43. Tc2 Df1+ 44. Rh2 forzata Dg1+ 45. Rh3 Dh1+ 46. Rg3 Dd1 47. Tc3 Dg1+ 48. Rh3 Df1+ 49. Rg3 Af2+ 50. Rf3 Ag1+ (0-1).